# Trefor a Llanaelhaearn
Trefor a Llanaelhaearn är en community i Storbritannien. Den ligger i kommunen Gwynedd och riksdelen Wales, i den sydvästra delen av landet, 300 km nordväst om huvudstaden London.